# Jurské
Jurské (in ungherese Szepesszentgyörgy, in tedesco Georgshöhe) è un comune della Slovacchia facente parte del distretto di Kežmarok, nella regione di Prešov.